# 小室直義
小室 直義（こむろ なおよし、1948年〈昭和23年〉5月13日 - ）は、日本の政治家。元静岡県富士宮市長（2期）。

## 来歴
富士宮市生まれ。成城大学経済学部を卒業した。卒業後の1971年（昭和46年）に富士宮市役所に入る。1990年（平成2年）に市役所を退職した。1991年（平成3年）、富士宮市議会議員選挙に無所属で立候補し、トップ当選を果たした。2期務める。1999年（平成11年）、富士宮市長選挙に立候補するも現職の渡辺紀に敗れる。

### 2003年富士宮市長選挙
2003年（平成15年）の市長選に立候補して、新人4人での争いを制して初当選を果たした。
※当日有権者数：96,167人 最終投票率：72.21%（前回比：-pts）
| 候補者名 | 年齢 | 所属党派 | 新旧別 | 得票数   | 得票率 | 推薦・支持 |
| -------- | ---- | -------- | ------ | -------- | ------ | ---------- |
| 小室直義 | 54   | 無所属   | 新     | 30,920票 | 45.06% | -          |
| 秋鹿博   | 59   | 無所属   | 新     | 17,827票 | 25.98% | -          |
| 佐野尭春 | 63   | 無所属   | 新     | 12,096票 | 17.63% | -          |
| 深沢竜介 | 40   | 無所属   | 新     | 7,784票  | 11.34% | -          |

4月27日に就任した。

### 2007年富士宮市長選挙
2007年（平成19年）の市長選は新人1人との争いになったが、これを破って再選を果たした。
※当日有権者数：98,160人 最終投票率：62.12%（前回比： 10.09pts）
| 候補者名 | 年齢 | 所属党派 | 新旧別 | 得票数   | 得票率 | 推薦・支持 |
| -------- | ---- | -------- | ------ | -------- | ------ | ---------- |
| 小室直義 | 58   | 無所属   | 現     | 47,360票 | 80.39% | -          |
| 酒井松美 | 66   | 無所属   | 新     | 11,556票 | 19.61% | -          |

2011年（平成23年）の市長選には立候補しなかった。4月26日に退任した。

## その他
- 市議会議員時代にオウム真理教に関連して、対策委員会の副委員長を務めていた[10]。オウム事件に関して、「カルト的なことは二度と起きてはいけない」と述べている[10]。

## 著書
- 『地方の幸せ　富士宮フードバレー物語―地方再生のうねりは富士宮やきそばから始まった！』あさ出版、2011年12月。ISBN  9784860635015